# White Hill Stadium
White Hill Stadium – stadion piłkarski w parafii Sandys Parish na Bermudach. Swoje mecze rozgrywają na nim kluby Somerset Trojans i Somerset Eagles. Może pomieścić 1000 osób.